# Ханрот
Ханрот (њем. Hanroth) општина је у њемачкој савезној држави Рајна-Палатинат. Једно је од 62 општинска средишта округа Нојвид. Према процјени из 2010. у општини је живјело 641 становника. Посједује регионалну шифру (AGS) 7138025.

## Географски и демографски подаци
Ханрот се налази у савезној држави Рајна-Палатинат у округу Нојвид. Општина се налази на надморској висини од 270 метара. Површина општине износи 2,4 km². У самом мјесту је, према процјени из 2010. године, живјело 641 становника. Просјечна густина становништва износи 264 становника/km².